# 侵略犯罪に関する特別作業部会
侵略犯罪に関する特別作業部会（しんりゃくはんざいにかんするとくべつさぎょうぶかい、Special Working Group on the Crime of Aggression）は、侵略犯罪の定義およびその運用について協議する目的で2002年9月に国際刑事裁判所の締約国会議（ASP: Assembly of State Parties）によって設置された多国間協議を行うための作業部会（Working Group）である。正式な略称は、SWGCA。
SWGCAは原則的に公開協議の場であり、その参加資格は国際刑事裁判所の締約国・非締約国に限らず、すべての国に開放されている。また会期は定まっておらず、締約国会議の期間中またはその他の任意に合意された会期に行われる。合意により、国際刑事裁判所ローマ規程に関する検討会議が開かれる2009年までの間は、2006年を皮切りに最低でも10日間は協議に費やすことになっている。

## 目的
国際刑事裁判所ローマ規程に関する第1回目の検討会議（2009年開催予定だが未定）において提出する侵略犯罪の定義に関する追加条項の草案を、検討会議の1ヶ月前までにまとめること（2008年までの作業完了を目標に設定）。

## 沿革
1998年07月 - ローマ会議で、採択された国際刑事裁判所の設立に関する最終合意書に基づき準備委員会が設置され、侵略犯罪の定義に関するとりまとめが要請される。
2002年09月 - ニューヨークで、準備委員会の職務を継承した締約国会議によりSWGCAを設置する決議が採択され、第1回協議が開かれる。初代議長に、リヒテンシュタインのクリスティアン・ウィナヴェザー大使（Christian Wenaweser）が任命され、成果文書として「議長ディスカッション・ペーパー」（2002 Coordinator's Discussion Paper）の初稿が作成される。
2003年09月 - 第2回協議（アメリカ、ニューヨーク）
2004年06月 - 第1回非公式協議（アメリカ、ニュージャージー州）
2004年09月 - 第3回協議（オランダ、ハーグ）
2005年06月 - 第2回非公式協議（アメリカ、ニュージャージー）
2005年12月 - 第4回協議（オランダ、ハーグ）、3つの異なるディスカッション・ペーパーが作成される。
2006年06月 - 第3回非公式協議（アメリカ、ニュージャージー）
2006年11月 - 第5回協議（オランダ、ハーグ）、合意により「2002年の議長ディスカッション・ペーパー」が初めて更新される。
2007年02月 - 第5回再開協議（アメリカ、ニューヨーク）
2007年12月 - 第6回協議（アメリカ、ニューヨーク）
2008年06月 - 第6回再開協議（アメリカ、ニューヨーク）
2008年11月 - 第7回協議（オランダ、ハーグ）
2009年01月 - 第7回再開協議（アメリカ、ニューヨーク）

## 主要議題
1. 行為としての侵略 - 国家の行為としての侵略の定義
2. 犯罪としての侵略 - 個人（指導層）の行為としての侵略の定義
3. 侵略の構成要件の定義

## 最近の議論
2007年2月開催の第5回再開協議では、主に以下の点が協議された。
- 個人による行為としての侵略の定義 - 2案に分かれていたが、より指導層の個人の責任を明確にする案が好まれた。ただし個人責任を明確化する場合には指導層以下に訴追が及ばないよう規程第25条3項の修正が必要である、という意見が多数を占めた。
- 国家の行為としての侵略の定義 - 定義を汎用性のあるものするか固有のもの（明確な構成要件を定義）にするかで意見が分かれ、依然として合意は見られていない。ただし、固有の定義を希望する参加国の多くは、国連憲章第51章に定める個別的及び集団的自衛権の権利の行使の要件となる「武力行使」の記述が含まれるべきだとした。
- 国家の行為としての侵略を定義付けるしきい値の設定 - 更新されたディスカッション・ペーパーには、国家の行為としての侵略を定義付けるしきい値の設定が新たに提案された。これは、当該行為の形態（規模）や目的に応じてしきい値を設け、その行為が国連憲章に明白に違反するものであるか、「侵略戦争」もしくは占領あるいは併合によるものである場合にのみ国家の行為としての侵略であると定義づけるというものだった。この提案は多くの支持を集めたが、国際刑事裁判所の管轄権が及ぶのは「国際社会全体の関心事である最も重大な犯罪」に限定されているという理由から、一部の国々からは「国連憲章に明白に違反するもの」の記述は不要であるとの意見も出された。
- 国連総会決議3314号の適用 - 「侵略の行為」を定義付ける新しい試みとして、国連総会決議3314の全体もしくはその一部（第1条および3条）を参照して適用するという案が出された。いずれの案も多くの支持を集めたが支持は分かれた。
- 管轄権行使のための要件 - 管轄権行使の要件として国連安全保障理事会（安保理）の事前認定が必要かどうかについて、またその認定がなかった場合の対処などについて意見が分かれた。少数派意見として聞かれたのは、国連憲章第39条により安保理には排他的権限が与えられているというものだったが、司法機関である裁判所に政治的意思の介入を許すことにより裁判所の独立性が損なわれることを懸念する大多数の国は、安保理の事前認定なしに検察官が独自の権限で捜査を開始できるようにすべきと主張した。しかしそれでは検察官に権限が集中しすぎるため、一部の国々は国連総会や国際司法裁判所に判断権限を与えるべきだと主張した。

## 日本の見解
日本は2007年10月1日に国際刑事裁判所ローマ規程（以下、ローマ規程）に正式加盟する前から作業部会に参加しており、近年は積極的に議論に参加し発言も行なっている。一般的な侵略の定義については、2008年6月の第6回再開協議で、2008年6月度版「議長ディスカッション・ペーパー」に記述された第8条bis項の定義案に対する全般の支持を表明し、そのうえで指導者層の責任に言及する独立した条文（"leadership clause"）を付け加えるべきだと主張している。また「国家の行為としての侵略」の定義の参照先を1974年の国連総会決議3314とする同条bis第2項については不適当（inappropriate）であるとし、決議3314はあくまで安保理の指針となる性質のものであって、ローマ規程に記載するには文脈が不適当であると主張。そのうえで、仮に同条項にて決議3314を参照する場合は、その一部ではなく全体を参照するべきだと主張した。
2008年12月11日の参議院外交防衛委員会会議録によれば、政府は、決議3314は「国連総会においてコンセンサスにより採択をされた決議」としており、「侵略について一定の行為を具体的に列挙した相当包括的な内容を含むもの」ではあるが、「それ自体が法的拘束力を持つもの」ではなく、「安保理も含めて今後参照していくというガイドラインとしての性格を付与されたものと理解している」と答弁している。

## アメリカの見解
アメリカは、ローマ規程発効直前の2002年5月に同規程への署名を撤回するまで、国際刑事裁判所設立準備会合（Preparatory Commission）に参加していた。（→アメリカの反対）その反対理由は多岐に渡るが、侵略犯罪に関する議論においても、アメリカは議論の流れに反対する姿勢を示しており、最終的に国際刑事裁判所への参加を取り止めた理由の一部であると推察される。2001年9月の準備会合では、アメリカは次のような見解を示していた。2002年7月の規程発効以来、アメリカは作業部会に参加していなかったが、2010年6月の再検討会議には初めて公式に代表団を派遣し協議に臨んだ。
- 侵略の定義は慣習国際法を反映したものでなければならない。
- 国家による「行為としての侵略」と個人による「犯罪としての侵略」は区別すべき。
- 国連憲章第39条に則り、「行為としての侵略」の有無を判断できるのは国連安全保障理事会にのみであり、国連総会の要請に基づく国際司法裁判所の勧告的意見（advisory opinion）にはその権能はない。

## 議長ペーパーに於ける定義
国会会議録によれば、2008年6月度の議長ディスカッションペーパーでの定義（外務省抄訳）は次のとおり。
抄訳
第8条の2　侵略犯罪
一、この規程の適用上、侵略犯罪とは、国家の政治的又は軍事活動を実質的に管理し又は指示する地位にある者による侵略行為の計画、準備、開始又は実行であって、その性格、重大性及び規模により国際連合憲章の明白な違反を構成するものをいう。
二、一の規程の適用上、侵略行為とは、国家による武力の行使であって、他の国家の主権、領土保全若しくは政治的独立に対するもの又は国際連合の目的と両立しない他のいかなる方法によるものをいう。
原文
Article 8bis　Crime of Aggression
1. For the purpose of this Statute, "crime of aggression" means the planning, preparation, initiation or execution, by a person in a position effectively to exercise control over or to direct the political or military action of a State, of an act of aggression which, by itscharacter, gravity and scale, constitutes a manifest violation of the Charter of the UnitedNations.
2. For the purpose of paragraph 1, "act of aggression" means the use of armed force by a State against the sovereignty, territorial integrity or political independence of another State, or in any other manner inconsistent with the Charter of the United Nations.

### 管轄権行使の要件
- 国際刑事裁判所は、国連安保理により「行為としての侵略」が行われたと判断された場合のみ「犯罪としての侵略」を訴追すべく管轄権を行使できる。